# Línia ofensiva

Posició de la línia ofensiva (amb cercles verds) a l'inici de jugada.

La línia ofensiva, o offensive line (OL), és la formació de l'equip atacant més propera a la zona d'anotació contrària i que s'encarrega d'iniciar la jugada.
La línia ofensiva està formada per cinc jugadors: dos guardes (esquerra i dret), dos bloquejadors (esquerra i dret) i un central.
El central és l'encarregat de fer l'esnap, i així començar la jugada concertada prèviament. Un cop iniciada la jugada les funcions del conjunt de jugadors passen a ser, bàsicament, protegir el rerequart i obrir pas als corredors, depenent de si és jugada de correguda o de passada.
De vegades, la línia està formada per més jugadors, per què s'hi afegeixen algun ala tancat (normalment un o dos).